# محمد حسن بيغ
محمد حسن بيغ (بالفارسية: محمدحسن بیگ) هي قرية تقع في قسم بيزكي الريفي (مقاطعة تشناران) في إيران. يقدر عدد سكانها بـ 22 نسمة بحسب إحصاء 2016.